# 헤스투르

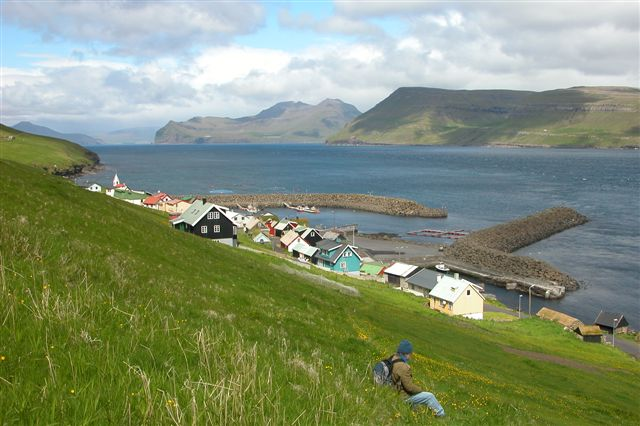
헤스투르

헤스투르(페로어: Hestur, 덴마크어: Hestø 헤스퇴[*])는 페로 제도 헤스투르섬에 있는 도시이다. 2008년 기준으로 인구는 38명이다.